# Пропрій
Пропрій (пізньолат. proprium, від proprius — особливий, характерний) в католицькому богослужінні римського обряду — змінювані (залежно від свята цього дня) літургійні тексти і їх розспіви. Хоча пропріальних можуть бути співи і меси, і офіцію (служби годин), на практиці термін «пропрій» частіше відносять лише до меси (лат. Proprium missae).
Пропріальними співами меси є: інтройт, градуал, алилуя, оферторій, тракт, секвенція, комуніо (причетний антифон).
Хоча в багатоголосній музиці західноєвропейського Середньовіччя та Відродження частіше розспівувались тексти ординарію, відомі й багатоголосні розспіви пропрію, наприклад, у збірнику XII століття «Magnus liber organi», створення якого приписують композиторам школи Нотр-Дам. У XVI столітті особливо значними є збірники О. Лассо (Patrocinium musices, 1574) і «Choralis Constantinus» Г. Ізак (1550 — 1555); останній являє собою 99 (tablefix) циклів пропріальних співів. На початку XVII століття У. Берд опублікував 2 томи багатоголосних обробок градуалів (1605 і 1607). У Новий час широке розповсюдження отримали мелодія та текст секвенції Dies irae.